# Das Göttliche und das Menschliche

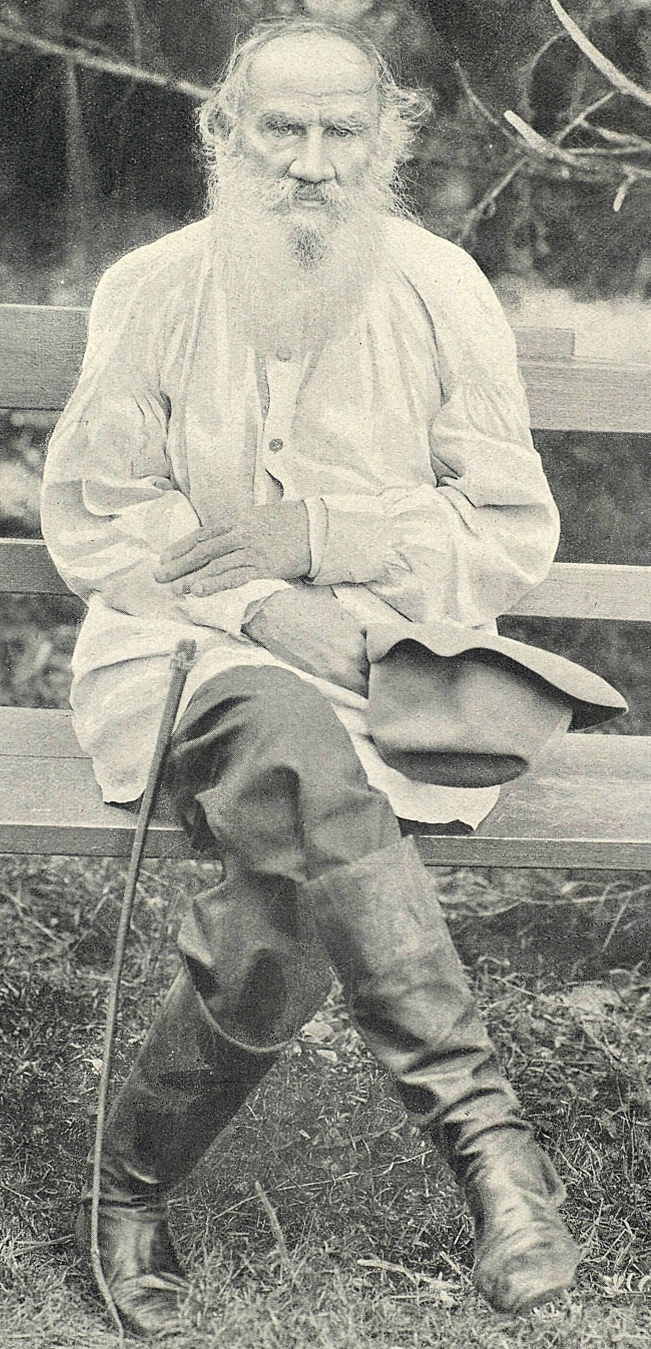
Lew Tolstoi im Jahr 1903

Das Göttliche und das Menschliche, auch Göttliches und Menschliches (russisch Божеское и человеческое, Boscheskoje i tschelowetscheskoje), ist eine Erzählung von Lew Tolstoi, die, ab 1903 geschrieben, 1906 in Tolstois Krug tschtenija erschien und – während der Zarenzeit verboten – erst 1928 zum 100. Geburtstag Tolstois dem Leser dauerhaft zugänglich wurde. 1983 kam der Text in Band 14 Powesti und Erzählungen der 22-bändigen Tolstoi-Ausgabe im Verlag für Künstlerische Literatur in Moskau heraus.

## Inhalt
Odessa gegen Ende der 1870er Jahre: Der Generalgouverneur Südrusslands, ein ordensgeschmückter Deutscher mit Herzschmerzen, unterzeichnet das Todesurteil durch den Strang gegen den Kandidaten der Noworossijsker Universität Anatoli Swetlogub. Swetlogub hatte sein Geld in eine Dorfschule, einen Konsum und in ein Siechen-Asyl gesteckt. Ignati Meshenezki, einer der Führer terroristischer Revolutionäre in Südrussland, hatte Swetlogub angeworben, um das Volk von der Herrschaft der Gutsbesitzer und der amtierenden Regierung zu befreien. Obwohl sich das Volk als gleichgültig erwies, hatte Swetlogub sieben Jahre im Untergrund gearbeitet. Dann hatte Prochorow, einer seiner Mitkämpfer, Swetlogub um die Aufbewahrung einer Ladung Dynamit  gebeten. Die Polizei hatte anderntags das Paket in Swetlogubs Wohnung gefunden.
Nun steht Swetlogub nach einmonatiger entbehrungsreicher Einzelhaft die Hinrichtung bevor. Er schreibt im Abschiedsbrief an seine verwitwete liebe Mutter, dass er Prochorow verzeihe, vernichtet das Schreiben und formuliert um. Swetlogub ist kein Verräter; auch kein unabsichtlicher. Als am Morgen ein Trommelwirbel den Abtransport des Delinquenten aus dem Gefängnis zur Hinrichtung einleitet, beobachtet ein greiser Raskolnik den Vorgang von seinem Zellenfenster aus.
Meshenezki wird festgenommen und kommt mit ebenjenem greisen Raskolnik nach Sankt Petersburg in die Peter-und-Paul-Festung. Trotz strenger Gefängniszucht weist ein Wärter die Bitte des Greises um ein Gespräch mit dem führenden Volkstümler nicht ab. Es geht um den hingerichteten Swetlogub und dessen Glauben. Der selbstsichere Meshenezki stellt klar: „Wir glauben, daß es Leute gibt, die alle Macht an sich gerissen haben und nun das Volk … betrügen … Diese Leute müssen daher ausgerottet werden. Sie töten andere Menschen, und ihnen gegenüber muß man so lange Gleiches mit Gleichem vergelten, bis sie von ihrem Tun ablassen.“
Nach sieben Jahren Peter-und-Paul-Festung kommt Meshenezki  nach Sibirien. In Krasnojarsk kann er mit vier jungen Revolutionären und zwei jungen Revolutionärinnen aus der Generation nach den Volkstümlern sprechen. Chalturin, Kibaltschitsch und die Perowskaja hätten alles falsch gemacht, wird Meshenezki belehrt. Er solle Kautsky studieren. Die Bauern müssten vor der Revolution erst von der Scholle losgerissen und in der Fabrik zu Proletariern umgemodelt werden. Die neue Theorie will nicht in Meshenezkis Kopf hinein. Er muss – von Wut gepackt – an jene schweren Vorwürfe, die ihm Swetlogubs Mutter in ihrem Brief an seine Adresse nach Sibirien gemacht hat, denken.
Schließlich landen Meshenezki und der alte Raskolnik wieder im selben Gefängnis. Meshenezki erhängt sich. Gott, an den der alte Raskolnik nicht mehr glauben kann, war weder mit dem jungen Swetlogub noch mit Meshenezki gnädig. Doch dem alten Raskolnik schenkt Gott als einzigen von den Dreien im Gefängnis einen „von großer Freude und Ruhe“ erfüllten Tod.

## Deutschsprachige Ausgaben
- Göttliches und Menschliches. Deutsch von Arthur Luther. S. 144–190 in: Gisela Drohla (Hrsg.): Leo N. Tolstoj. Sämtliche Erzählungen. Achter Band. Insel, Frankfurt am Main 1961 (2. Aufl. der Ausgabe in acht Bänden 1982)
- Das Göttliche und das Menschliche. Aus dem Russischen übersetzt von Hermann Asemissen. S. 299–343 in: Eberhard Dieckmann (Hrsg.): Lew Tolstoi. Hadschi Murat. Späte Erzählungen. Bd. 13 von Eberhard Dieckmann (Hrsg.), Gerhard Dudek (Hrsg.): Lew Tolstoi. Gesammelte Werke in zwanzig Bänden. Rütten und Loening, Berlin 1986 (Verwendete Ausgabe)